# Egesina fujiwarai
Egesina fujiwarai är en skalbaggsart som beskrevs av Toyoshima 1999. Egesina fujiwarai ingår i släktet Egesina och familjen långhorningar. Inga underarter finns listade i Catalogue of Life.